# Rieux-de-Pelleport

Rieux-de-Pelleport este o comună în departamentul Ariège din sudul Franței. În 1 ianuarie 2022 avea o populație de 1.261 de locuitori.